# Yaruro
Yaruro (Sebe nazivaju Pumé, ljudi), malena izolirana porodica američkih Indijanaca iz Venezuele s rijeka Guachara, Capanaparo i Sinaruco, država Apure, te u kolumbijskom departmanu Arauca. Sami sebe oni nazivaju Pume. Polunomadske skupine od kreola prozvani su imenom Capuruchanos (Ciri Khonome Pume), a oni što žive uz rijeku nazivaju se Bea Khonome Pume. Yaruro jezik Loukotka (1968) povezuje s Velikom porodicom Macro-Chibchan. Mitrani (1988) ih povezuje s Guahibo-govornicima. Prema UN-ovim podacima (2005) populacija im u Venezueli iznosi 3,100.
Yaruro Indijanci tipično su pleme savanskog područja koje se bavi agrikulturom i za koje lov na krokodile, kornjače, manatee i sakupljanje kornjačinih jaja čini temeljni izvor prehrane. Prema Petrulu (Petrullo) ribolov je kod Yarura prisutan tek kada se ne naiđe na krokodile ili kornjače, a lovi se čamca lukom i strijelom. Kajmani, majmuni urlikavci, koji su po njihovom vjerovanju srodnici čovjeka, nikada se ne hvataju. 
Temeljna socijalna jedinica je proširena obitelj koja se sastoji od glave obitelji, njegovih žena ili žene, i neoženjene djece. Poznaju i podjelu na dvije matrilinearne polovice.
Yaruri vjeruju u božicu mjeseca koja je stvorila svijet, i druge bogove i duhove. S duhovima se dolazi u kontakt posredstvom šamana, koji može biti i muškarac i žena. 

## Vanjske poveznice
- Yaruro (Pumé)  Arhivirana inačica izvorne stranice od 28. studenoga 2008. (Wayback Machine)
- Yaruro Ethnic Group  Arhivirana inačica izvorne stranice od 9. listopada 2007. (Wayback Machine)